# 중피종
중피종(中皮腫, mesothelioma)은 중피 세포에 생기는 종양을 가리키는 말이다. 늑막에 생기는 경우가 많고, 그 밖에 복막 등에도 생긴다. 최근 석면의 위험성이 강조되면서 중피종에 대한 관심도 커지고 있다.
중피종은 많은 내부 장기(중피)를 덮고 있는 얇은 조직층에서 발생하는 암의 한 유형이다. 가장 일반적으로 영향을 받는 부위는 폐와 흉벽의 내벽이다. 덜 일반적으로 복부 내벽, 드물게 심장을 둘러싼 낭 또는 고환을 둘러싼 낭이 영향을 받을 수 있다. 중피종의 징후 및 증상에는 폐 주변 체액으로 인한 숨가쁨, 복부 부기, 흉벽 통증, 기침, 피로감 및 체중 감소가 포함될 수 있다. 이러한 증상은 일반적으로 천천히 나타난다.
중피종 사례의 80% 이상이 석면에 노출되어 발생한다. 노출이 클수록 위험도 커진다. 2013년 기준으로 전 세계적으로 약 1억 2,500만 명이 직장에서 석면에 노출되었다. 높은 비율의 질병은 석면을 채굴하거나, 석면으로 제품을 생산하거나, 석면 제품으로 작업하거나, 석면 근로자와 함께 생활하거나, 석면이 함유된 건물에서 일하는 사람들에게서 발생한다. 석면 노출과 암 발병은 일반적으로 약 40년의 간격을 두고 있다. 석면으로 작업한 사람의 의복을 세탁하는 것도 위험을 증가시킨다. 다른 위험 요소로는 유전학 및 유인원 바이러스 40 감염이 있다. 진단은 흉부 X-레이 및 CT 스캔 소견에 근거하여 의심될 수 있으며 암에 의해 생성된 체액 검사 또는 암 조직 생검에 의해 확인된다.
예방은 석면에 대한 노출을 줄이는 데 중점을 둔다. 치료에는 종종 수술, 방사선 요법 및 화학 요법이 포함된다. 활석과 같은 물질을 사용하여 흉막에 흉터를 남기는 흉막유착술로 알려진 절차는 폐 주위에 체액이 더 많이 쌓이는 것을 방지하기 위해 사용될 수 있다. 화학요법에는 종종 시스플라틴과 페메트렉세드 약물이 포함된다. 진단 후 5년 동안 생존하는 사람들의 비율은 미국에서 평균 8%이다.
2015년에는 약 60,800명이 중피종에 걸렸고 32,000명이 이 질병으로 사망했다. 중피종의 발병률은 지역마다 다르다. 비율은 호주, 영국에서 더 높고 일본에서 더 낮다. 미국에서 연간 약 3,000명에서 발생한다. 암컷보다 수컷에서 더 자주 발생한다. 1950년대 이후로 질병의 비율이 증가했다. 진단은 일반적으로 65세 이후에 발생하며 대부분의 사망은 약 70세에 발생한다. 이 질병은 석면이 상업적으로 사용되기 전에는 드물었다.

## 같이 보기
- 암
- 석면
- 산업재해